# Personas (álbum)
Personas es el quinto álbum de estudio de la banda española El Canto del Loco y el último con canciones originales. Se puso a la venta el 1 de abril de 2008 en España. Al igual que los últimos tres álbumes, Personas está producido por Nigel Walker y fue grabado en Madrid, entre octubre de 2007 y febrero de 2008. En la portada, aparece una imagen de los cuatro componentes del grupo desnudos, mientras que en la contraportada aparece un bebe, también desnudo, que se trata de la hija de David Otero, uno de los miembros del grupo.
El primer sencillo extraído de este álbum es «¡Eres tonto!», del cual se han grabado tres videoclips distintos, uno protagonizado por un ejecutivo, otro por una secretaria y otro por un taxista. Fueron dirigidos por Guillermo Groizard, que ya trabajó con el líder del grupo, Dani Martín, en la serie de televisión Cuenta atrás. El sencillo lleva vendidas más de 80 000 descargas digitales y por ello ha sido certificado 4 x platino. El segundo sencillo es «Peter Pan», canción que ha supuesto un antes y después en el grupo y la que ellos consideran su favorita, una de las razones por las que dicha canción fue elegida para su tercer disco recopilatorio: Radio La Colifata presenta: El Canto del Loco.
En junio reciben el triple disco de platino por la venta de más de 240 000 discos sólo en España. Se acercan al 4 disco de platino, llevando vendidas más de 294.400 copias. Se convirtió en el disco español más vendido del 2008.

## Lista de canciones
| N.º | Título                    | Duración |  |
| 1.  | «Corazón»                 |          |  |
| 2.  | «Acabado en A»            |          |  |
| 3.  | «Eres tonto»              |          |  |
| 4.  | «Peter Pan»               |          |  |
| 5.  | «La vida»                 |          |  |
| 6.  | «Personas»                |          |  |
| 7.  | «Fin de semana»           |          |  |
| 8.  | «Eh tú»                   |          |  |
| 9.  | «Todo lo hago mal»        |          |  |
| 10. | «La suerte de mi vida»    |          |  |
| 11. | «Un millón de cicatrices» |          |  |
| 12. | «Gigante»                 |          |  |
| 13. | «Gracias»                 |          |  |

## Sencillos
1. «¡Eres tonto!» (2008)
2. «Peter Pan» (2008)
3. «La suerte de mi vida» (2009)

## Listas
| Lista          | Posición | Certificación | Ventas   |
| -------------- | -------- | ------------- | -------- |
| Top 100 España | 1        | 3xPlatino     | 240 000+ |